# Шестое поколение игровых систем
Эпоха шестого поколения игровых систем (также её называют эпохой 128-разрядных игровых систем) относится к компьютерным играм и игровым приставкам, а также наладонным игровым устройствам, которые стали появляться на рубеже XXI века. Список платформ шестого поколения включает Sega Dreamcast, Sony PlayStation 2, Nintendo GameCube и Microsoft Xbox. Эта эпоха началась 27 ноября 1998 года, с выпуском Dreamcast, после которой в марте 2000-го была выпущена PlayStation 2. В марте 2001 года производство Dreamcast было прекращено, и в том же году начались продажи Nintendo GameCube — в сентябре, и Xbox — в ноябре. Даже после начала седьмого поколения консолей, шестое поколение не закончилось, поскольку производство PlayStation 2 прекратилось только в конце декабря 2012 года, но всё же для неё продолжали выпускать новые игры до середины 2013 года.

## Особенности поколения
Новшества шестого поколения:
- Отказ от термина «128-битный» в рекламе[1].
- Носитель — оптический диск повышенной ёмкости: собственный формат (Dreamcast, GameCube) или DVD (Xbox, PS2).
- Приближение приставок к компьютерам: подключение клавиатур и мышей, многомегабайтные карты памяти (Dreamcast, GameCube) или жёсткие диски (Xbox, PS2). Xbox с процессором Pentium III и видеочипом ATI вообще был архитектурно близок к IBM.
- Службы онлайн-игры[1][2].
- Взрывной рост трёхмерных[2] и мультимедийных[1] возможностей приставок. Это привело к становлению или переработке многих знаменитых игровых франшиз, действующих и поныне[2][3] (2022): Madden NFL, Super Smash Bros., God of War… Распространилась трёхмерная графика в стиле рисованных мультфильмов (цел-шейдинг)[3]: Jet Set Radio, Okami. Появились игры с открытыми мирами[3]: Grand Theft Auto III.

В карманном сегменте маломощный Game Boy Advance с зачаточным 3D был далеко впереди. Но другие консоли пытались внести свои возможности: так, мощности N-Gage хватало на грубое программное 3D.

## Домашние системы
| Название               | SEGA Dreamcast | Sony PlayStation 2 | Nintendo GameCube | Microsoft Xbox |
| ---------------------- | --- | --- | --- | --- |
| Приставка              | An NTSC Sega Dreamcast Console and PAL Controller with VMU.                                                                                                  | Slimline model PS2 console | Purple GameCube and controller | Xbox console with «Controller S» |
| Цены                   | US$199.99 GB£199.99 | US$299.99 GB£299.99 €214.99 | US$199.99 GB£129.99 €144.99 | US$299.99 GB£299.99 €214.99 |
| Самые популярные игры  | Sonic Adventure, 2,5 миллиона (на июнь 2006 г) | Grand Theft Auto: San Andreas, 19 миллионов (на 30 апреля 2008 г) | Super Smash Bros. Melee, 7,09 миллионов (на 10 марта 2008 г) | Halo 2, 8 миллионов (на 9 мая 2006 г) |
| Дата выхода            | 27 ноября 1998 г 9 сентября 1999 г 14 октября 1999 г 30 ноября 1999 г 20 ноября 2000 г                                                                       | 4 марта 2000 г 26 октября 2000 24 ноября 2000 г 30 ноября 2000 г 7 ноября 2002 г                                                                                                | 14 сентября 2001 г 18 ноября 2001 г 3 мая 2002 г 17 мая 2002 г | 15 ноября 2001 г 22 февраля 2002 г 14 марта 2002 г |
| Дата окончания продаж  | 2010 г 2007 г 24 февраля 2004 г 2003 г | 28 декабря 2012 г | 2007 | 2008 г 2007 г 2009 г |
| Аксессуары             | - Visual Memory Unit - Dreamcast mouse and keyboard - Fishing Rod - Microphone - Light Gun - Dreameye camera - Samba de Amigo Maracas (контроллер) - Больше… | - PlayStation 2 HDD Только Fat-модели - Сетевой адаптер Встроен в Слим-версию(PSTwo, модель 70000) - EyeToy - PlayStation 2 DVD Пульт ДУ - Контроллер для Guitar Hero - Больше… | - WaveBird - GameCube-GBA cable - Nintendo GameCube Broadband Adapter and Modem Adapter - Game Boy Player - DK Bongos - Dance pad - Nintendo GameCube Microphone - Больше… | - Xbox Live Starter Kit - Xbox Media Center Extender - DVD Playback Kit - Xbox Music Mixer - Memory Unit (8 MB) - Logitech Wireless Controller (2.4 GHz) - Больше… |
| ЦП                     | 200 MHz SuperH SH-4 | 294 MHz MIPS «Emotion Engine» | 485 MHz PowerPC «Gekko» | 733 MHz x86 Intel Celeron/PIII Custom Hybrid |
| ГП                     | 100 MHz NEC/VideoLogic PowerVR CLX2 | 147 MHz «Graphics Synthesizer» | 162 MHz ATI «Flipper» | 233 MHz Custom Nvidia NV2A |
| ОЗУ                    | Main RAM 16 MB SDRAM Video RAM 8 MB Sound RAM 2 MB | Main RAM 32 MB RDRAM Video RAM 4 MB | Main RAM 24 MB 1T-SRAM Video RAM 3 MB embedded 1T-SRAM 16 MB DRAM | 64 MB unified DDR SDRAM |
| Интернет-сервис        | Dreamarena, GameSpy, SegaNet | Central Station | Sega, Lan play, Emulation-online adapter required | Xbox Live |
| Обратная совместимость | Нет | PlayStation | GB, GBC, и GBA (через Game Boy Player) | Нет |
| Прошивка               | SegaOS, Microsoft Windows CE, KallistiOS | Собственное OS, HD Loader, Linux DVD Playback Kit | Собственное OS, загрузочный диск для Game Boy Player | Xbox Music Mixer DVD Playback Kit, Xbox Linux |
| Неродная прошивка      | Возможна через KallistiOS, Windows CE, Katana (последние две не являются официальными)                                                                       | Yabasic и ограниченно Linux OS | Только взлом | Возможна программная и/или аппаратная; модифицированный Windows XP, Windows 9x Windows CE 2.x, Windows XP MCE, Windows Server 2003, Windows Vista, Linux           |

В этом поколении PlayStation 2 достигла доминирующего положения, достигнув 140 млн продаж в июле 2008 года, что сделало эту приставку самой продаваемой в истории.

### Состояние продаж по миру
| Игровая приставка | Количество продаж | На дату             |
| ----------------- | ----------------- | ------------------- |
| PlayStation 2     | 150 млн           | 13 февраля 2011 г.  |
| Xbox              | 24 млн            | 10 мая 2006 г.      |
| GameCube          | 21,74 млн         | 30 сентября 2010 г. |
| Dreamcast         | 10,6 млн          | 6 сентября 2006 г.  |

## Остальные домашние системы

### Сравнение
| Название             | Atari Flashback      | PSX (dvr)                                  |
| -------------------- | -------------------- | ------------------------------------------ |
| Изображение          |                      |                                            |
| Выпуск               | 2004 год             | 2003 год (только в Японии)                 |
| Поддержка прекращена | Да                   | Да                                         |
| Производитель        | Atari                | Sony Computer Entertainment                |
| Предыдущая           | Jaguar Atari         | PlayStation 2                              |
| Самая дешёвая цена   | Неизвестно           | 79800                                      |
| Цвета корпуса        | Чёрный               | Белый, серебристый, красный, жёлтый, синий |
| Возможность прошивки | Да                   | Да                                         |
| Контроллеры          | контроллер Flashback | PSX remote control, DualShock, DualShock 2 |

## Портативные устройства
- Neo Geo Pocket Color (1998—2003)
- Bandai Swan Crystal (2002—2004)

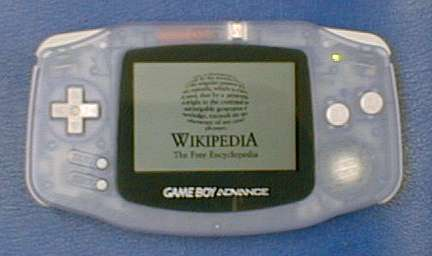
Game Boy Advance (2001—2005)
- GP32 (2001—2005)
- Tapwave Zodiac (2003—2005)
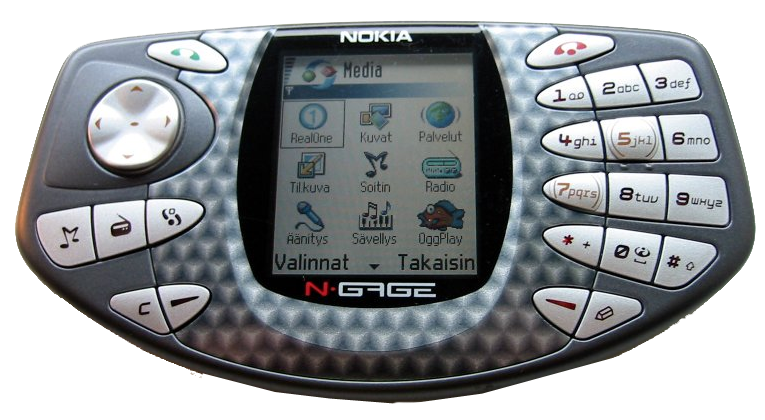
Nokia N-Gage (2003—2005)
- Game Boy Advance SP (2003—2007)
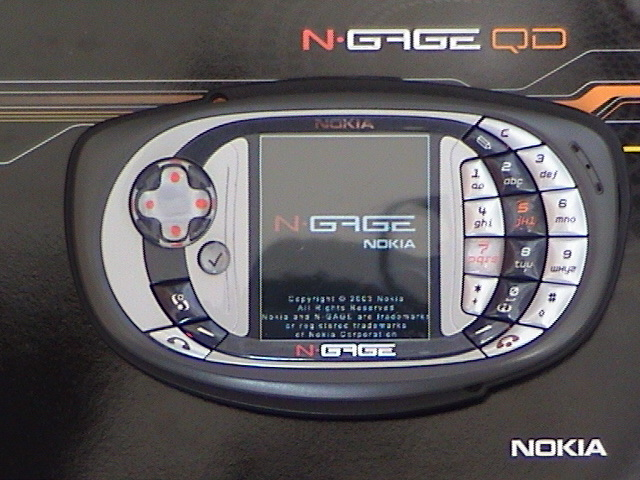
Nokia N-Gage QD (2004—2005)
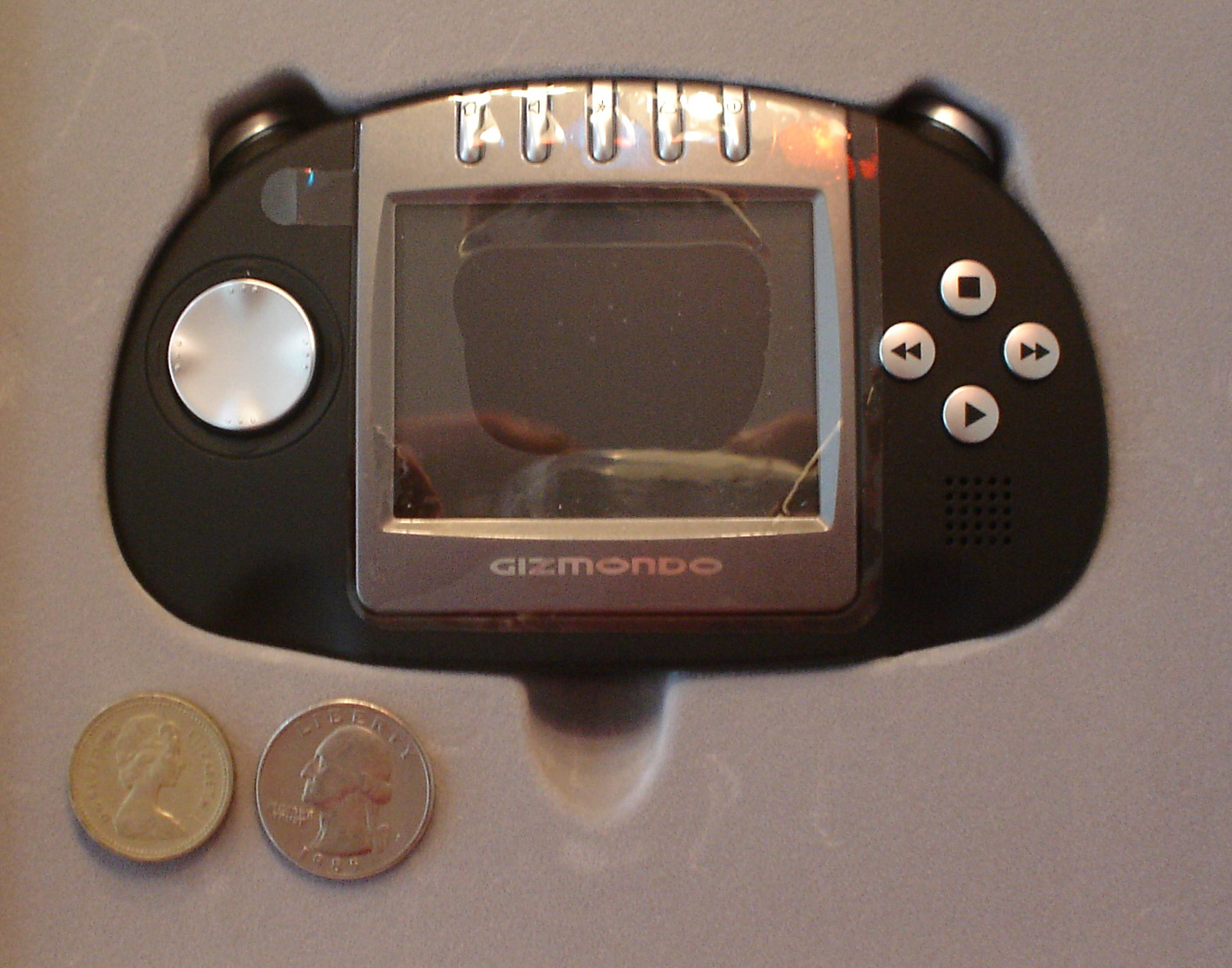
Game Boy Micro (2005—2007)
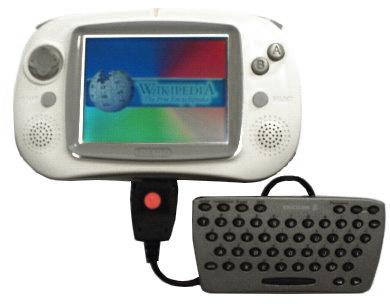
GP32 (2001—2005)
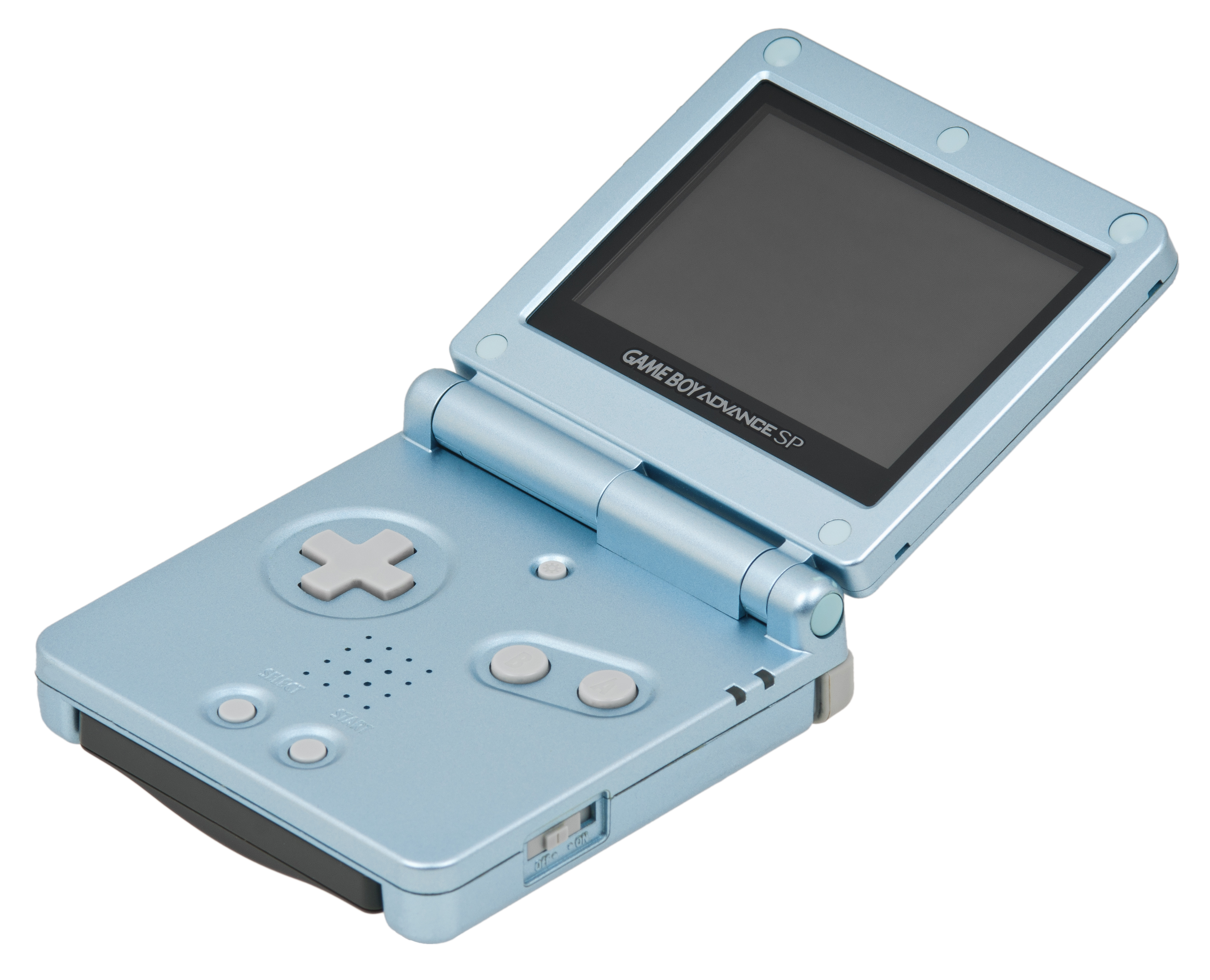
Game Boy Advance SP (2003—2007)
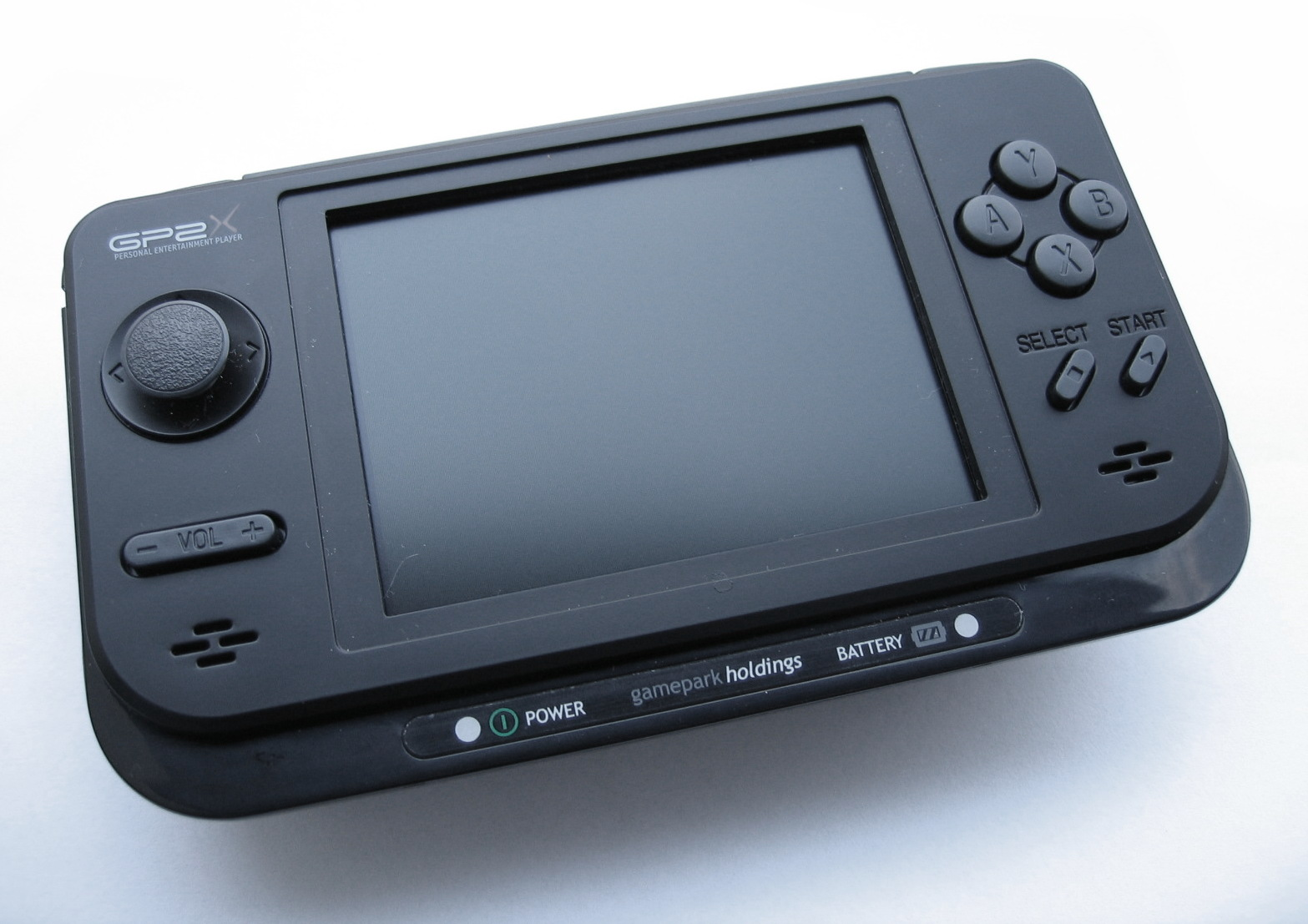
GP2X (2006—)

- Game Boy Advance
(2001—2005)
- Nokia N-Gage
(2003—2005)
- Nokia N-Gage QD
(2004—2005)
- Gizmondo
(2005)
- GP32
(2001—2005)
- Game Boy Advance SP
(2003—2007)
- GP2X
(2006—)